# 獨角兔

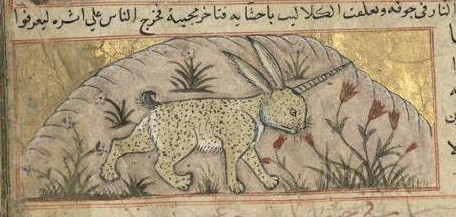
獨角兔

獨角兔（al-mi'raj）是傳說中頭上長有獨角的兔形動物。據說棲息在印度洋上的「龍之島」。

## 傳說
亞歷山大大帝在島上成功消滅害人的龍，島民贈送此兔做為報酬。據說看到此兔，所有野獸都會逃走。

## 脚注
1. ↑  Wiedemann, Michel. . Claude Saint-Girons. 28 March 2009  [2021-12-28]. （原始内容存档于2023-01-01） （法语）.